# Сочинский мясокомбинат
Со́чинский мясокомбина́т — предприятие мясоперерабатывающей промышленности в микрорайоне Донская Центрального района города Сочи.
Строительство предприятия велось в 1934—1937 годах на базе сочинской скотобойни в рамках с создания комплекса пищевой промышленности для создающегося курорта, наряду с хлебозаводом, пивзаводом и молочным комбинатом. Пущен комбинат 23 июля 1937 года.
В 1992 году по программе приватизации преобразован в открытое акционерное общество.
В отличие от крупных московских мясокомбинатов, собственной сырьевой базой не обладает. По состоянию на 2010-е годы выпускал более 700 видов изделий, в общей сложности около 40 % от выпуска всей мясной продукции предприятий Краснодарского края. Входит в двадцатку крупнейших российских мясопромышленных предприятий, объём производства — 70—80 тонн готовой продукции в сутки, около 30 % которой сбывается в Сочи, остальная продукция продаётся через сбытовую сеть, размещённую в 85 городах России, также продукты комбината экспортируются в страны ближнего зарубежья — Грузию, Азербайджан, Украину, Белоруссию, страны Средней Азии.
Выручка предприятия за 2017 год составила 4,6 млрд руб., чистая прибыль — 173 млн руб.. Владелец — Игорь Нестеренко, он же по состоянию на 2018 год занимает пост председателя совета директоров.